# 東谷村 (新潟県)
東谷村（ひがしだにむら）は、かつて新潟県古志郡にあった村。
現在は長岡市立東谷小学校, 東谷郵便局, 東谷保育園等に名をとどめる。

## 沿革
- 1901年（明治34年）11月1日 - 古志郡前東谷村、橡堀村が合併し、東谷村を新設。
- 1954年（昭和29年）6月1日 - 古志郡栃尾町に編入され消滅。栃尾町は即日市制施行して栃尾市となる。
- 2006年（平成18年）1月1日 - 栃尾市が与板町, 和島村, 寺泊町と共に長岡市へ編入される。